# Micropsitta geelvinkiana
Papagaio-pigmeu-de-geelvink ou papagainho-de-coroa-azul (Micropsitta geelvinkiana) é uma espécie de ave da família Psittacidae.
É endémica da Indonésia.
Os seus habitats naturais são: florestas subtropicais ou tropicais húmidas de baixa altitude e jardins rurais.
Está ameaçada por perda de habitat.